# Сазавський монастир
Саза́вський монасти́р (чеськ. Sázavský klášter, нім. Kloster Sasau) — у XI—XVIII ст. бенедектинський монастир в Богемському королівстві. Розташовувався у місті Сазава, Чехія, на правому березі річки Сазава, за 30 км на південний схід від Праги. Заснований близько 1032 року святим Прокопієм з дозволу богемського князя Бретислава I. Один із найдавніших монастирів країни. Був центром церковнословянської культури, але 1097 року перейшов на латинський обряд. Перші будівлі монастиря були збудовані у романському стилі, але згодом перебудовані на готичні. 1421 року захоплений і зруйнований гуситами. Відновлений 1664 року Габсбургами як великий католицький центр в Богемії. Розбудований у бароковому стилі. Ліквідований 1785 року, перетоворений на замок. Остаточно секуляризований у XIX ст. Нині частина території змінена на музей, яким керує Національний інститут пам'яток. Монастирська церква святого Прокопія належить місцевій римо-католицькій парафії з 1788 року. Національна памятка культури з 1962 року.

## Назва
- Саза́вський монасти́р (чеськ. Sázavský klášter) — коротка чеська назва. Походить від річки Сазави, на якій стояла обитель.
- Зазауський монасти́р (нім. Kloster Sasau) — коротка німецька назва.
- Монастир святого Прокопія (чеськ. Klášter svatého Prokopa a) — офіційна назва до 1785 року.

## Галерея

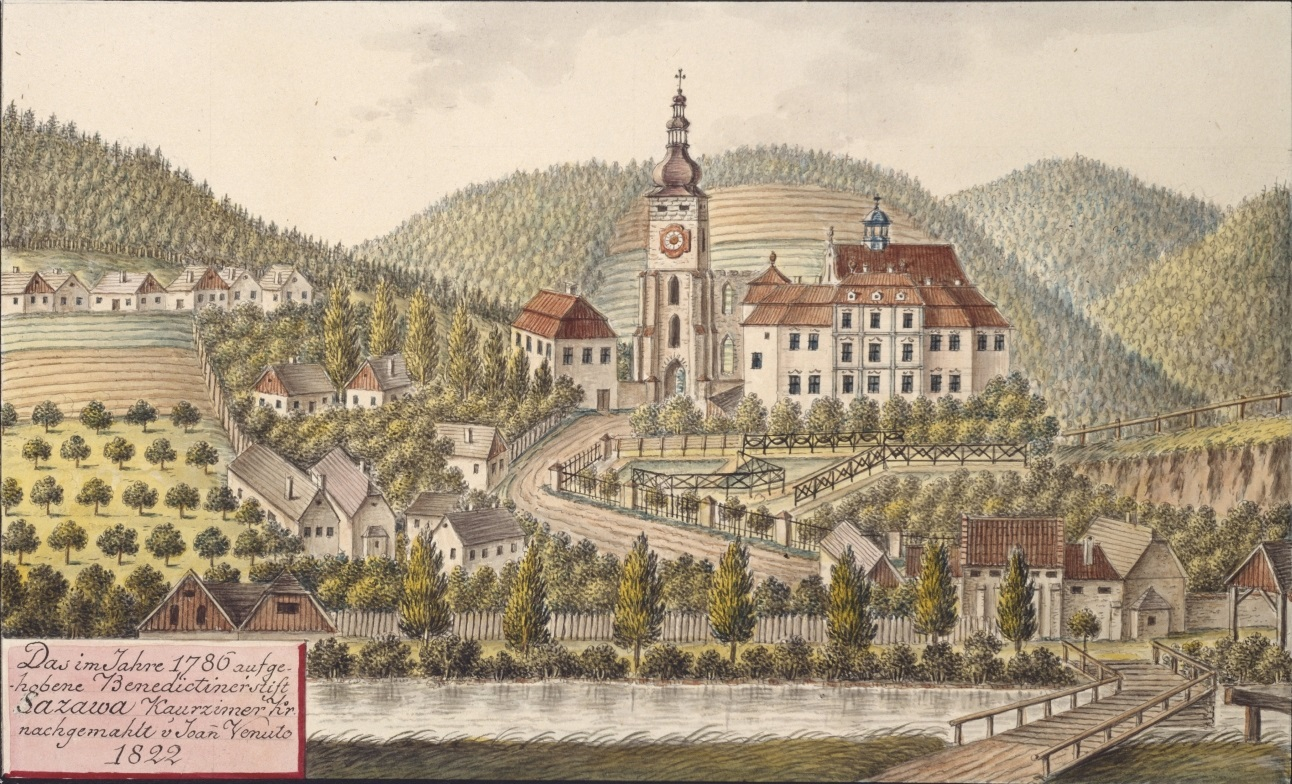
Монастир (Й. Венуто, 1822)
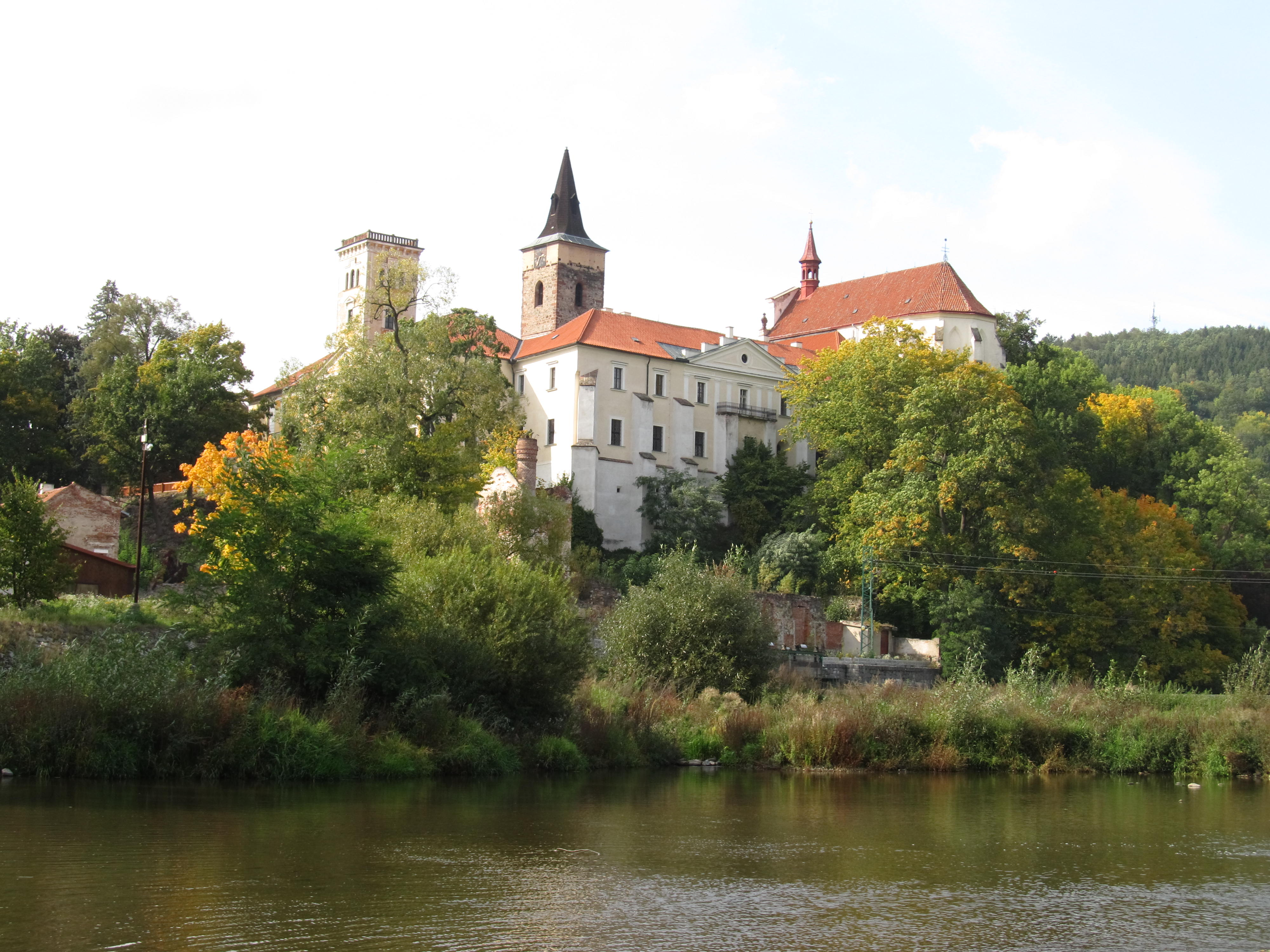
Вигляд з річки
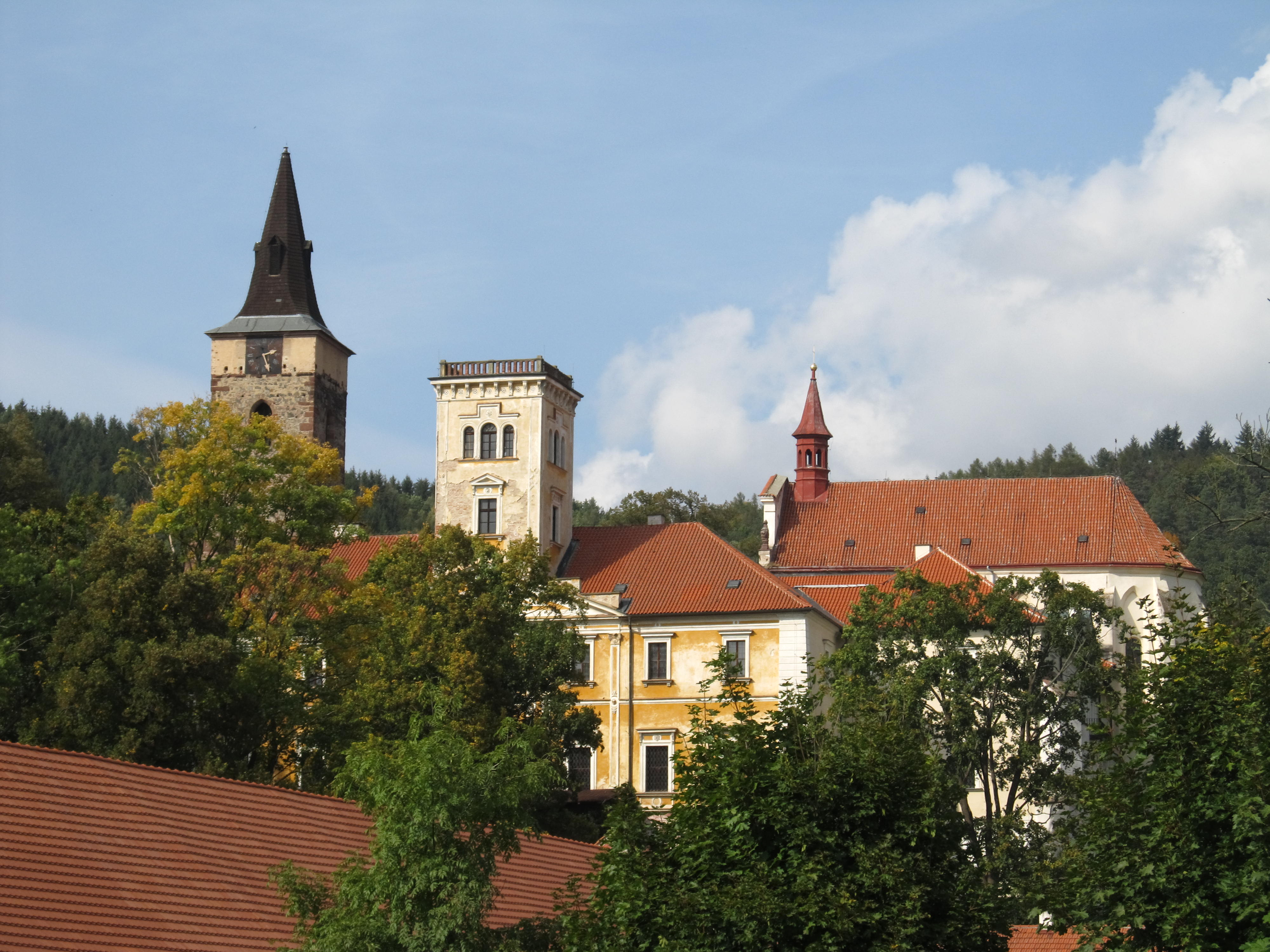
Вигляд з міста
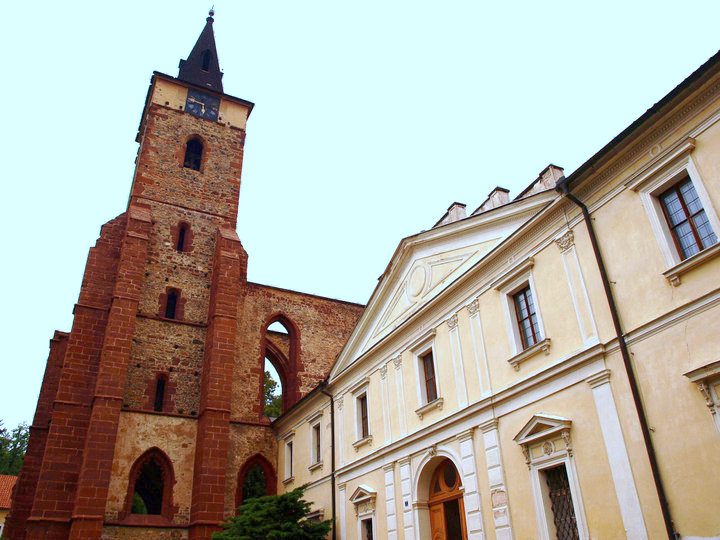
Незакінчена башта
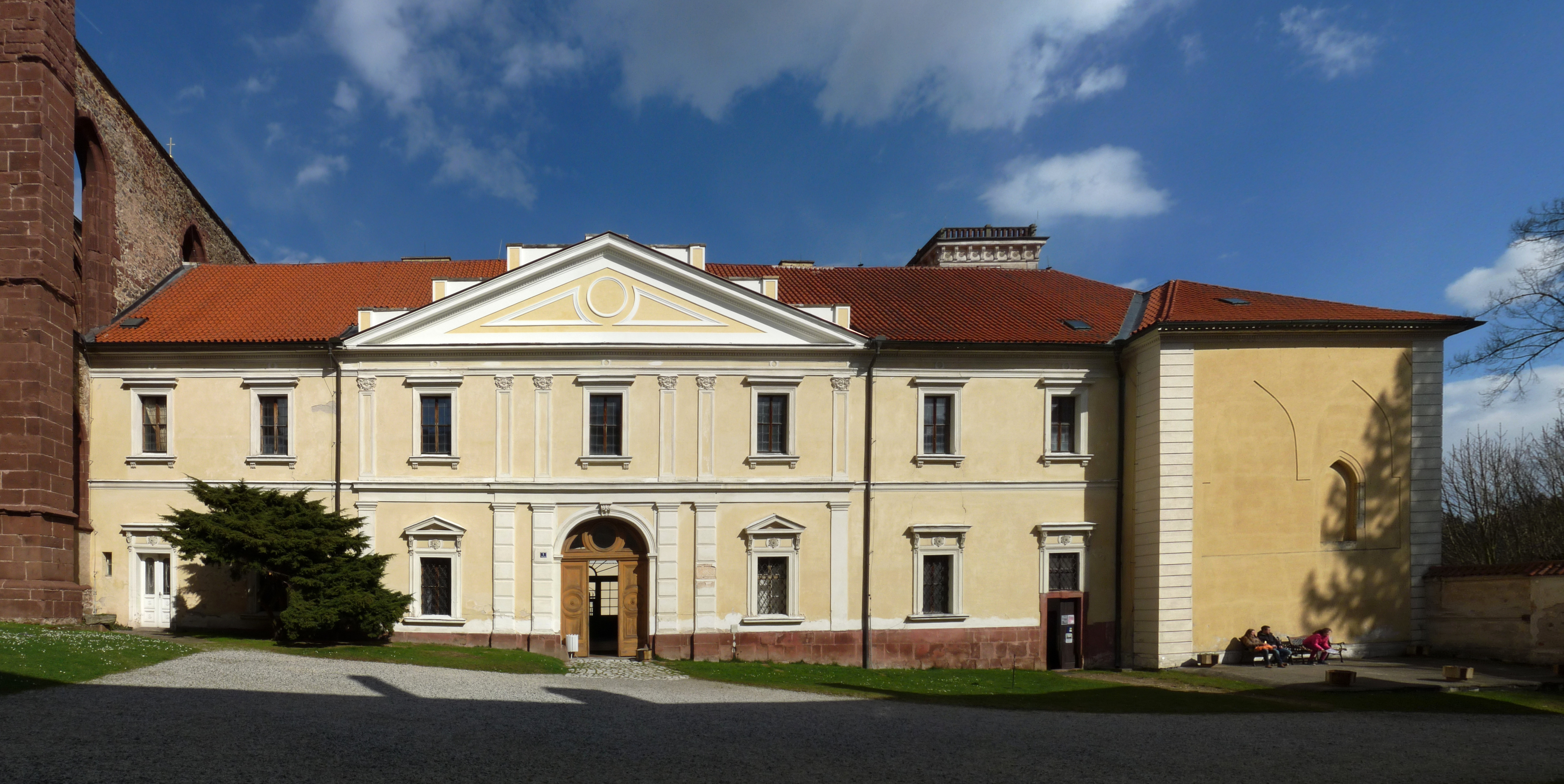
Клуатр
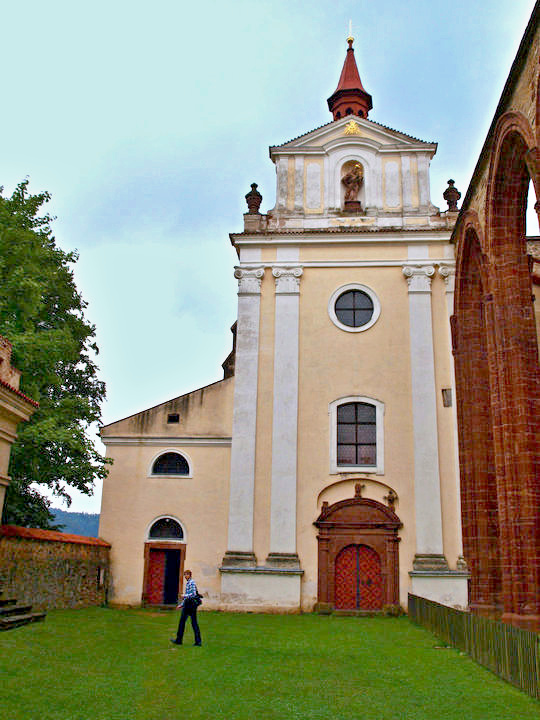
Церква Прокопія
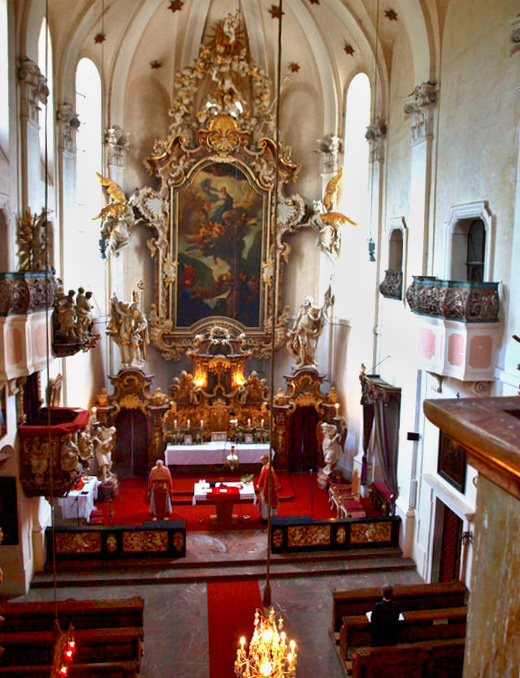
Інтер'єр церкви

## У культурі

### Відеоігри
- 2018: Kingdom Come: Deliverance.